# Vola Ridge
Vola Ridge (englisch; bulgarisch рид Вола rid Wola) ist ein größtenteils vereister, in südsüdost-nordnordwestlicher Ausrichtung 2,6 km langer, 1,1 km langer und bis zu 1000 m hoher Gebirgskamm mit drei Gipfeln auf der Alexander-I.-Insel westlich der Antarktischen Halbinsel. Er ragt 7,41 km nordöstlich des Mount Kliment Ohridski, 12,91 km östlich des Mount Wilbye, 9,88 km südöstlich des Mount Braun, 6,41 km südsüdwestlich des Zentrums der Landers Peaks, 6,03 km ostsüdöstlich des Lizard-Nunataks und 7,04 km nördlich des Shaw-Nunataks auf der Südostseite der Sofia University Mountains auf. Das Poste Valley liegt nordwestlich, das Nichols-Schneefeld südöstlich von ihm.
Britische Wissenschaftler kartierten ihn 1971. Die bulgarischen Geologen Christo Pimpirew und Borislaw Kamenow besuchten ihn am 2. Februar 1988 gemeinsam mit Philip Nell und Peter Marquis vom British Antarctic Survey. Die bulgarische Kommission für Antarktische Geographische Namen benannte ihn 2017 nach dem Naturschutzgebiet Wola im westlichen Balkangebirge.